# Bystrá lávka
Bystrá lávka (cca 2314 m) je horský přechod, který leží v Soliskovém hřebeni mezi Bystrými vežičkami a Bystrými hrby ve Vysokých Tatrách na Slovensku. Od roku 1993 tvoří turistickou spojnici Mlynické a Furkotské doliny, když do něj byla posunuta žlutá turistická značka, která do té doby vedla přes Bystré sedlo. Je dostupná jen v letní sezóně od 15. června do 31. října.

## Rozhled
Z lávky jsou stejně jako ze sedla nádherné výhledy na Štrbský štít, hřeben Bášt, Veľké Solisko, Kriváň, Okrúhle, Capie a Vyšné Wahlenbergovo pleso.
- Při pohledu k severovýchodu je patrný hřeben rozsochy Kriváně, s výrazným zubem Štrbského štítu (2381 m) napravo. V kotlině v popředí leží Okrúhlé pleso, jedno z nejpozději rozmrzajících ples Vysokých Tater. Za rozsochou Kriváně vyčnívá Kôprovský štít (2363 m), v pozadí vpravo za ním pak Mengusovské štíty (2438 m) a zcela vpravo Vysoká (2547 m).
- Při pohledu k západu je vidět pokračování rozsochy Kriváně s vrcholem Ostré (2351 m) vlevo a vlastním vrcholem Kriváně (2495 m) vpravo; mezi nimi ční ještě vrchol Krátké (2375 m).

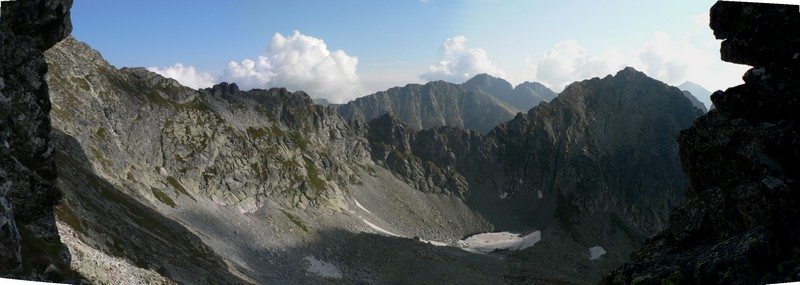
Pohled z Bystré lávky k východu
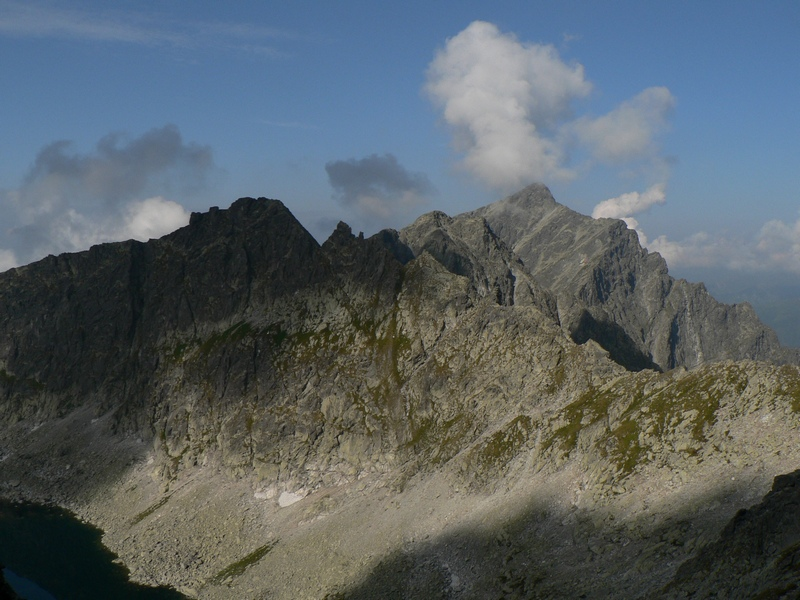
Pohled z Bystré lávky ke Kriváni